# Madona
Madona (niem. Madohn, lit. Maduona) – miasto na Łotwie, leżące w historycznej krainie Liwonia, centrum administracyjne novadsu Madona. Około 9394 mieszkańców. Madona prawa miejskie uzyskała w 1926 roku. 
Znajduje tu się stacja kolejowa Madona, położona na linii Pļaviņas - Gulbene.

## Historia
W centrum miasta znajdują się pozostałości zabudowań majątku ziemskiego Birżi (Biržu muiža) wymienianego w 1461 jako posiadłość arcybiskupów ryskich.  
W Madonie istnieje lokalne muzeum. Miasto nastawia się na turystykę, w okresie zimowym propagowane jest narciarstwo.

## Miasta partnerskie
- Onikszty